# Parc Sidi Mâafa
Faisant partie de la forêt Jbel Hamra, le parc Sidi Mâafa est situé au sud de la ville d'Oujda au Maroc. A 5km du centre ville, il est doté d'une superficie de 1200 hectares (12km²) et d'une altitude de 824m.
En juillet 2011, le parc a abrité le grand prix national VTT du Maroc,.

## Aménagements
Le parc comporte trois pistes destinées au sport et à la marche (cross-country, moto-cross, VTT,…), une piste principale de 6km de long et une troisième voie longue de 3km. En outre, ce parc dispose de 10 aires de repos avec bancs et tables ainsi que des poubelles lavables en dur.

## Biodiversité

### Flore
Le parc comporte plusieurs types d'arbres:
- des Cyprès
- des acacias
- des pins
- l'eucalyptus
- des Caroubiers

## Galerie

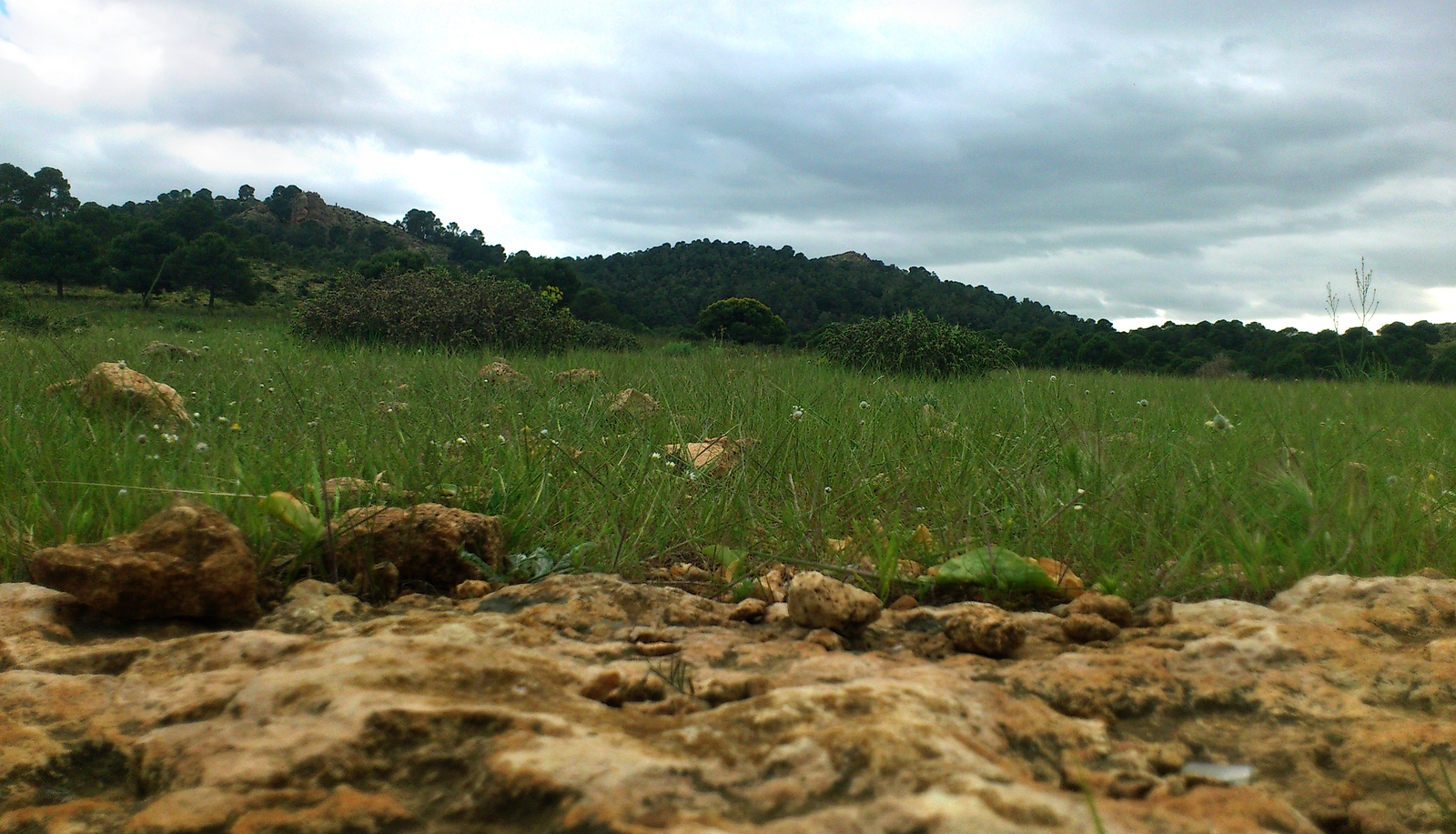
A l'intérieur de Sidi Mâafa
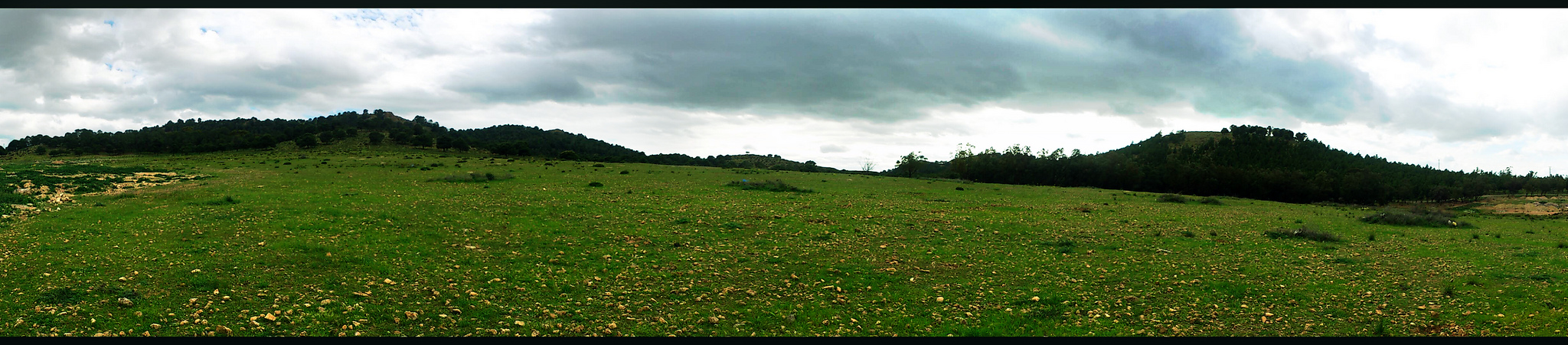
Vue panoramique sur une partie du parc
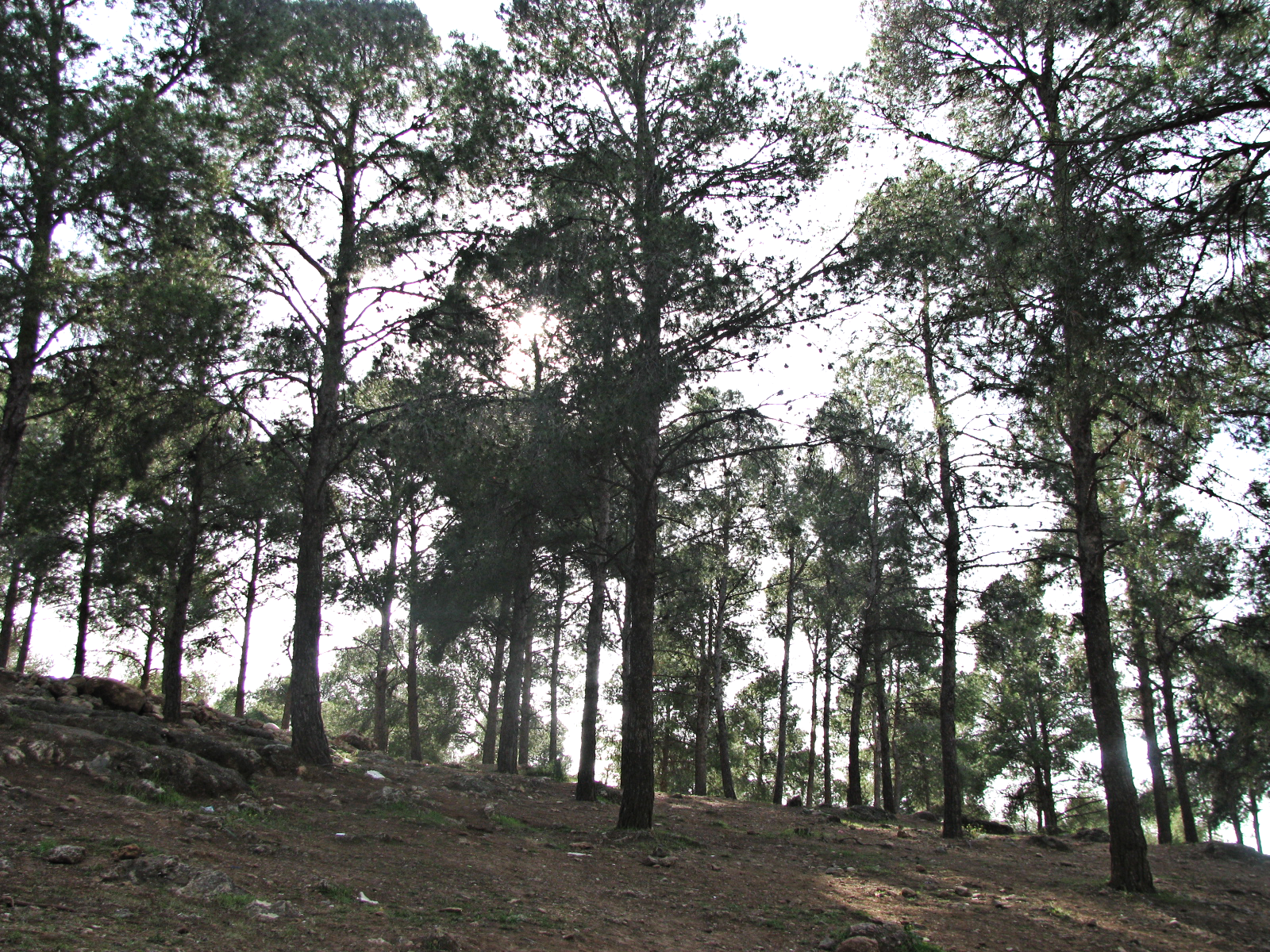
L'espèce de pin est majoritaire à Sidi Mâafa.
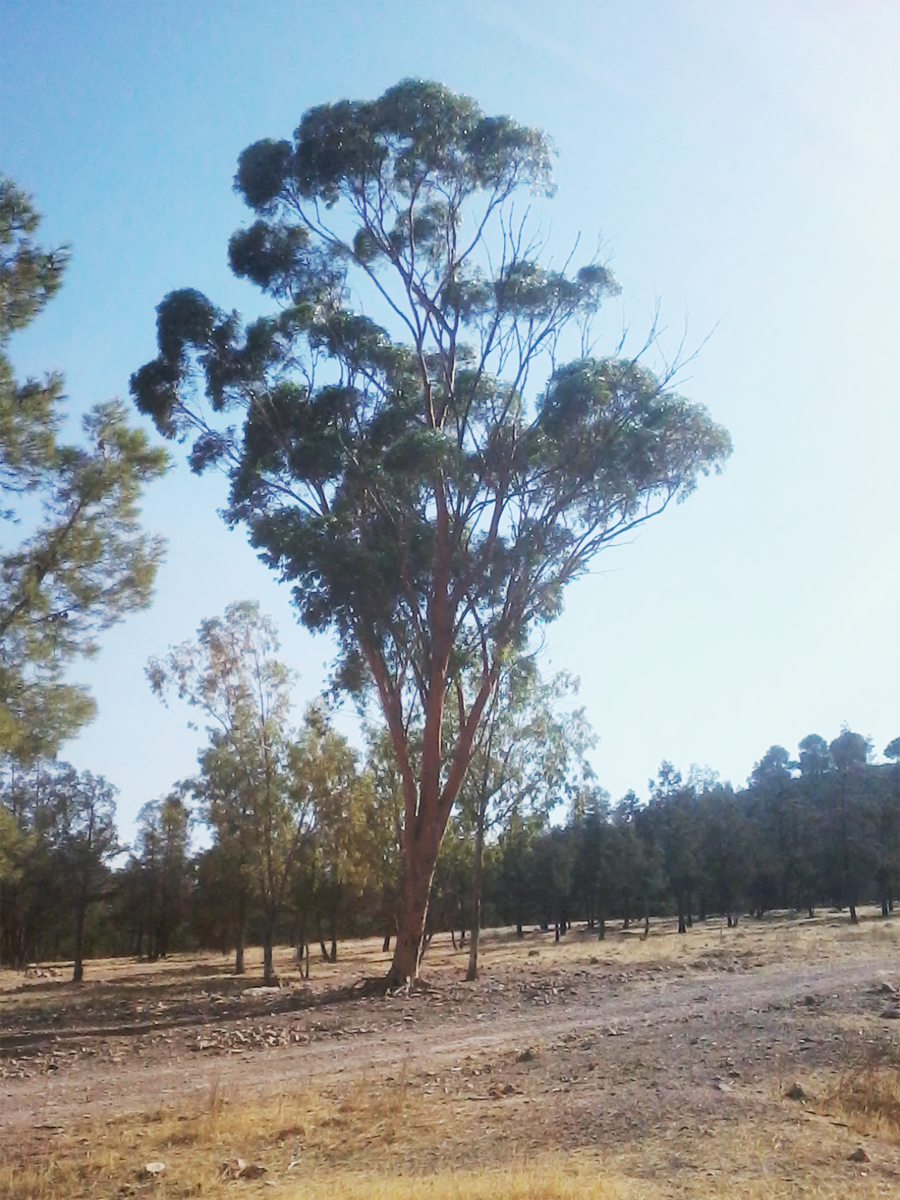
L'espèce d'eucalyptus présente à sidi Mâafa.
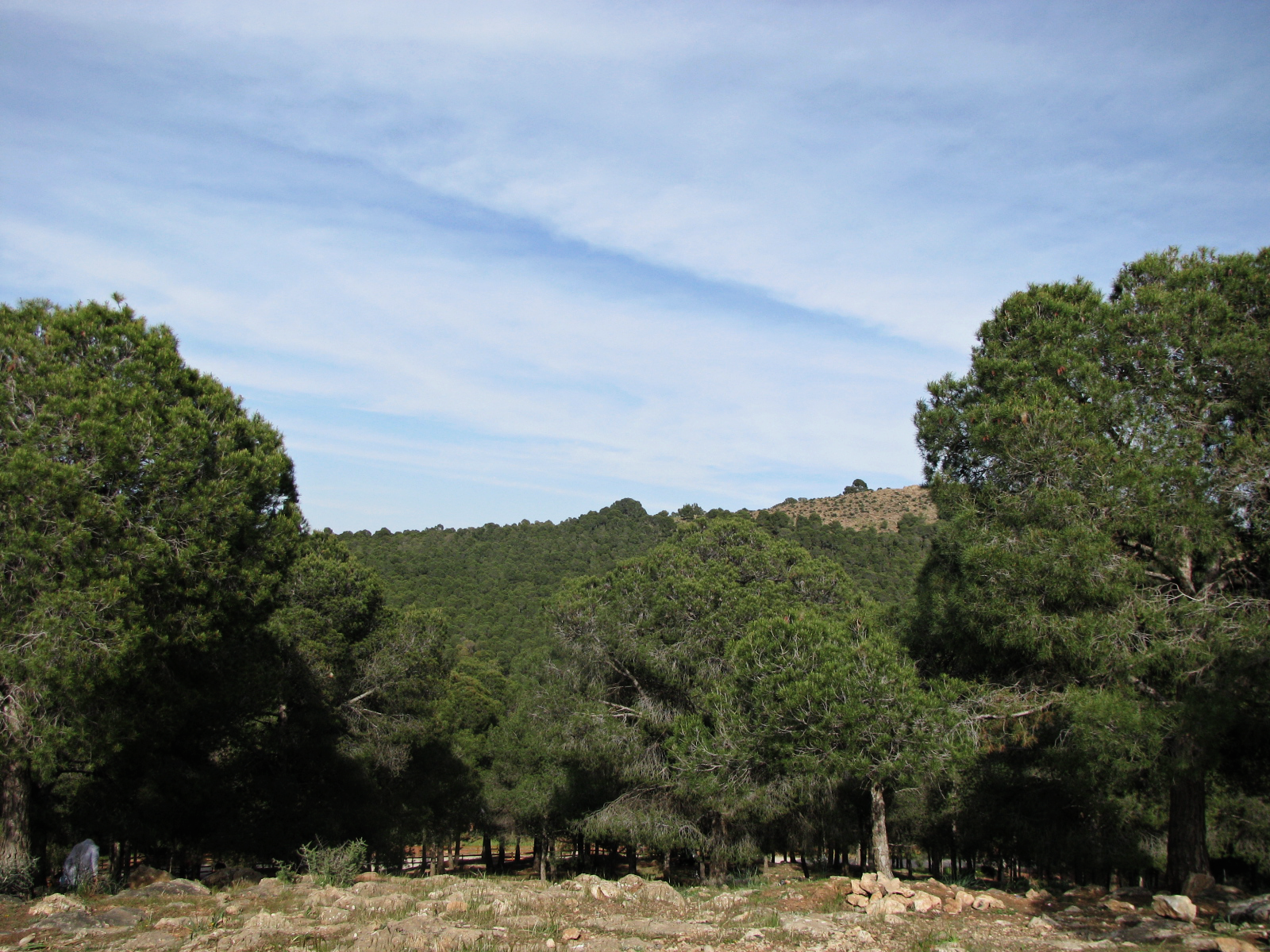